# Homunculus (alchimia)

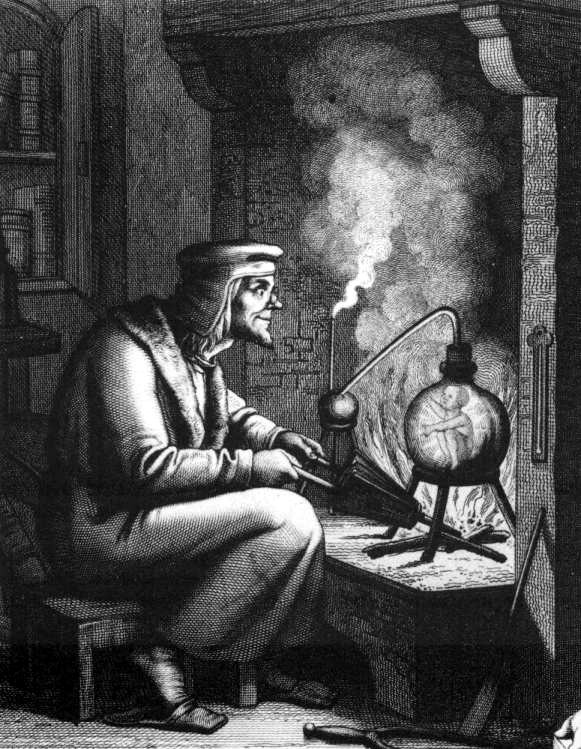
Un alchimista durante la creazione di un Omuncolo

L'homunculus (dall'omonimo latino homunculus, ovvero letteralmente «piccolo uomo») oppure omuncolo è una leggendaria forma di vita creata attraverso l'alchimia. Esso indica per l'appunto un essere umano vivente "in miniatura" ma totalmente sviluppato.
L'immagine dell'homunculus, già nota dal XIV secolo, è divenuta popolare nell'immaginario collettivo grazie alla letteratura ottocentesca, in particolare grazie al romanzo Frankenstein, di Mary Shelley, e al Faust di Goethe.

## Ricorrenze nella letteratura alchemica

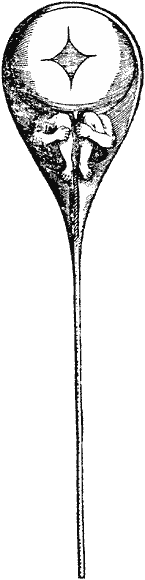
Interpretazione di uno spermatozoo come omuncolo

La prima testimonianza nella letteratura alchemica risale al 1537 col De rerum natura del noto medico e alchimista Philippus Theophrastus Von Hohenheim, detto Paracelso, secondo cui per creare un Homunculus bisogna sigillare ermeticamente il seme umano in una provetta di vetro e magnetizzarlo, quindi lasciarlo imputridire tra il letame di cavallo per quaranta giorni finché non diventa visibilmente vivo e mobile, seppure ancora quasi incorporeo; a questo punto si inizia a nutrire la creatura appena nata con «l'arcano del sangue umano» continuando a mantenerla tra i calori e i fumi dello sterco di cavallo (oltre al fatto che l'anima degli Homunculus è più forte degli umani).
Paracelso affermò di non aver mai eseguito il procedimento perché sarebbe stata una sfida non solo al potere di Dio ma a ciò che esso rappresenta: l'onnipotenza e la sovranità della creazione. Riteneva però che diversi alchimisti lo avessero fatto: i nani infatti, secondo la tradizione alchemica, altro non sarebbero che i discendenti di qualche homunculus.

## Influenza culturale

### Scienze
- In medicina, con il termine homunculus, si indica la zona di controllo degli input/output sensoriali (homunculus sensoriale) e la rappresentazione (homunculus motorio) delle varie parti del corpo nel cervello umano.

### Letteratura
- Nella poesia-manifesto della scapigliatura intitolata Dualismo di Arrigo Boito, l'uomo, inteso come essere umano, viene definito come "l'homunculus di un chimico demente", creato per noia da una divinità malvagia.
- Gli homunculi sono un tema abbastanza ricorrente nella letteratura fantascientifica russa. Se ne parla, ad esempio, in Lunedì inizia sabato (1964) dei fratelli Strugackij (insieme alle altre varianti ben più complesse di "doppioni" e "matricati") e nel racconto Homunculus (1965) di Il'ja Varšavskij (inserito nella collana di fantascienza sovietica FER degli anni '60).
- Nel romanzo di Umberto Eco Il pendolo di Foucault un sedicente alchimista presenta ai protagonisti un homunculus di sua creazione. Non viene chiarito se si tratti di un homunculus autentico o di una mistificazione.

### Cinema
- La scrittrice britannica J. K. Rowling, nella sceneggiatura del film Animali fantastici - I crimini di Grindelwald, descrive un cucciolo di Chupacabra, come in parte lucertola, in parte homunculus. Nella stessa saga viene citato più volte Paracelso, inoltre compare l'alchimista Nicolas Flamel.
- Nel film del 2011 Faust, Mefistofele mostra un homunculus al protagonista, che lo distrugge adirato.

### Fumetto e animazione
- Gli homunculi sono tra i personaggi principali del manga e delle serie anime Fullmetal Alchemist. La loro origine è molto diversa fra il fumetto/seconda serie animata e la prima serie animata, ma in entrambi i casi sono comandati da qualcuno, nemici dei protagonisti e dotati di poteri speciali. Nel fumetto e nella seconda serie anime il loro creatore (il "Padre") è l'evoluzione di un homunculus a sua volta creato col sangue di Van Hohenheim (il cui nome è un riferimento a Paracelso, pseudonimo di Philippus von Hohenheim), ed unito poi con una pietra filosofale.
- Hideo Yamamoto, fumettista giapponese, è il creatore di una serie chiamata Homunculus, basata su temi psicologici.
- Nel remake del 2006 dell'anime Bem il mostro umano un episodio è incentrato su due fratelli homunculi.

### Videogiochi
- Nella serie di Fate/Stay Night, e opere derivate, sono presenti diversi homunculus. Tra questi i più famosi sono i diversi membri della famiglia Einzbern, ovvero: Justeaze Von Einzbern, Irisviel Von Einzbern, Illyasviel Von Einzbern, Leysritt e Sella. Anche Mordred Pendragon, Frankenstein e Sieg da Fate/Apocrypha sono degli homunculus, nonostante sono stati concepiti con metodi e strumenti differenti.
- Nel videogame Bayonetta 3 della Platinum Games appaiono gli homunculus (homunculi) come nemici principali, in svariate forme che variano dall'umanoide al complesso.
- Nel videogioco Genshin Impact della MiHoYo appare Albedo, un personaggio che si scoprirà nel corso degli eventi essere un essere umano artificiale creato per mezzo dell'alchimia.